# 盘椎龙属
盘椎龙（学名：Discosaurus）是蛇颈龙目已灭绝的一个属，生存于桑托阶的阿拉巴马州及密西西比州。仅有一个已知物种即古老盘椎龙（D. vetustus）。

## 发现与命名
正模标本包括十一节椎骨，由约瑟夫·琼斯在阿拉巴马州及密西西比州发现，并由约瑟夫·莱迪（1851年）命名和描述。另外两件来自新泽西州的标本亦由莱迪（1870年b）并后来归入巨型白垩龙。
莱迪（1870年b）后来提出盘椎龙与薄板龙是同种动物。